# Coupe de France 1938/39
Het seizoen 1938/39 was het 22e seizoen van de Coupe de France in het voetbal. Het toernooi werd georganiseerd door de Franse voetbalbond.
Dit seizoen namen er 727 clubs aan deel (48 meer dan de record deelname in het vorige seizoen). De competitie eindigde op 14 mei 1939 met de finale in het Stade Olympique Yves-du-Manoir in Colombes. De zege ging voor de tweede keer naar RC Paris die Olympique Lille met 3-1 versloeg.
Van de zestien clubs van de professionele Division 1 slaagde RC Strasbourg er als enige niet in om de eerste landelijk gespeelde ronde, de 1/32 finale, te bereiken.

## Uitslagen

### 1/32 finale
De 1/32e finale was de vijfde ronde, inclusief de voorronde. De wedstrijden werden op 17 (Olympique Marseille-AL Gironde) en 18 december 1938 gespeeld. De beslissingswedstrijden op 25 december 1938 en 1 januari 1939.
| Winnaar               | Uitslag | Verliezer            |
| --------------------- | ------- | -------------------- |
| RC Paris              | 3-0     | US Quevilly          |
| Olympique Lille       | 2-1     | ES Juvisy            |
| SC Fives              | 1-0     | US Tourcoing         |
| FC Sète               | 10-0    | SC Draguignan        |
| RC Roubaix            | 1-0     | CS Orne 1919         |
| FC Nancy              | 3-1     | US Wittenheim        |
| SO Montpellier        | 3-1     | FC Bordeaux-Bouscat  |
| Stade Reims           | 1-0     | Stade Français       |
| FC Mulhouse           | 2-1     | SO Merlebach         |
| Girondins de Bordeaux | 4-0     | SCO Angers           |
| FC Antibes            | 6-0     | CO Saint-Chamond     |
| FC Metz               | 1-0     | AC Amiens            |
| Excelsior Roubaix     | 1-0     | Racing Calais        |
| Stade Rennes          | 5-0     | SM Caen              |
| AS Cannes             | 8-0     | Élan Béarnais Orthez |
| AS Saint-Étienne      | 4-2     | FC Menton            |

| Winnaar              | Uitslag               | Verliezer           |
| -------------------- | --------------------- | ------------------- |
| RC Lens              | 1-3 *                 | SR Colmar           |
| Toulouse FC          | 6-0                   | CD Español Bordeaux |
| OGC Nice             | 6-1                   | CA Bessèges         |
| Le Havre AC          | 4-3                   | RC Arras            |
| SO L‘Est             | 2-1                   | USB Longwy          |
| Olympique Alès       | 3-0                   | FC Annecy           |
| Olympique Marseille  | 9-1                   | AL Gironde          |
| AS Hautmont          | 3-0                   | ES Hayange          |
| Red Star Olympique   | 1-0                   | ASJ Châteaudun      |
| CA Paris             | 9-1                   | Stade Saint-Brieuc  |
| OFC Charleville      | 2-2 nv ; 2-2 nv ; 4-2 | US Auchel           |
| FC Sochaux           | 2-0                   | Stade Raphaëlois    |
| FC Rouen             | 4-3                   | US Boulogne         |
| Olympique Dunkerque  | 3-0                   | US Bruay            |
| AS Troyes-Savinienne | 2-2 nv ; 4-4 nv ; 7-0 | CO Billancourt      |
| Stade Béthune        | 2-1                   | FC Dieppe           |

### 1/16 finale
De wedstrijden werden op 8 januari 1939 gespeeld, de beslissingswedstrijden op 12 (Roubaix-Rouen) en 19 januari (Girondins-CA Paris).
| Winnaar         | Uitslag | Verliezer           |
| --------------- | ------- | ------------------- |
| RC Paris        | 2-0     | RC Lens             |
| Olympique Lille | 4-1     | Toulouse FC         |
| SC Fives        | 1-0     | OGC Nice            |
| FC Sète         | 3-0     | Le Havre AC         |
| RC Roubaix      | 3-1     | SO L‘Est            |
| FC Nancy        | 3-0     | Olympique Alès      |
| SO Montpellier  | 1-0     | Olympique Marseille |
| Stade Reims     | 2-1     | AS Hautmont         |

| Winnaar               | Uitslag      | Verliezer            |
| --------------------- | ------------ | -------------------- |
| FC Mulhouse           | 2-1          | Red Star Olympique   |
| Girondins de Bordeaux | 4-4 nv ; 2-1 | CA Paris             |
| FC Antibes            | 2-0          | OFC Charleville      |
| FC Metz               | 1-1 nv ; 2-0 | FC Sochaux           |
| Excelsior Roubaix     | 3-0          | FC Rouen             |
| Stade Rennes          | 4-1          | Olympique Dunkerque  |
| AS Cannes             | 4-2          | AS Troyes-Savinienne |
| AS Saint-Étienne      | 1-0          | Stade Béthune        |

### 1/8 finale
De wedstrijden werden op 5 februari 1939 gespeeld, de beslissingswedstrijden op 9 en 16 februari.
| Winnaar         | Uitslag | Verliezer             |
| --------------- | ------- | --------------------- |
| RC Paris        | 4-0     | FC Mulhouse           |
| Olympique Lille | 2-1     | Girondins de Bordeaux |
| SC Fives        | 3-2     | FC Antibes            |
| FC Sète         | 3-0     | FC Metz               |

| Winnaar        | Uitslag               | Verliezer         |
| -------------- | --------------------- | ----------------- |
| RC Roubaix     | 4-2                   | Excelsior Roubaix |
| FC Nancy       | 1-0                   | Stade Rennes      |
| SO Montpellier | 0-0 nv ; 2-1          | AS Cannes         |
| Stade Reims    | 0-0 nv ; 1-1 nv ; 1-0 | AS Saint-Étienne  |

### Kwartfinale
De wedstrijden werden op 5 maart 1939 gespeeld. De beslissingswedstrijd op 23 maart.
| Winnaar         | Uitslag      | Verliezer      |
| --------------- | ------------ | -------------- |
| RC Paris        | 3-1          | RC Roubaix     |
| Olympique Lille | 1-1 nv ; 4-1 | FC Nancy       |
| SC Fives        | 3-0          | SO Montpellier |
| FC Sète         | 5-0          | Stade Reims    |

### Halve finale
De wedstrijden werden op 2 april 1939 gespeeld.
| Winnaar         | Uitslag | Verliezer |
| --------------- | ------- | --------- |
| RC Paris        | 1-0     | SC Fives  |
| Olympique Lille | 1-0     | FC Sète   |

### Finale
De wedstrijd werd op 14 mei 1939 gespeeld in het Stade Olympique Yves-du-Manoir in Colombes voor 52.431 toeschouwers. De wedstrijd stond onder leiding van scheidsrechter Paul Marenco.
| Winnaar                                          | Uitslag | Finalist          |
| ------------------------------------------------ | ------- | ----------------- |
| RC Paris                                         | 3-1     | Olympique Lille   |
| José Pérez 4' Émile Veinante 25' Jules Mathé 40' |         | 19' Géza Kalocsay |

1917/18 · 1918/19 · 1919/20 · 1920/21 · 1921/22 · 1922/23 · 1923/24 · 1924/25 · 1925/26 · 1926/27 · 1927/28 · 1928/29 · 1929/30 · 1930/31 · 1931/32 · 1932/33 · 1933/34 · 1934/35 · 1935/36 · 1936/37 · 1937/38 · 1938/39 · 1939/40 · 1940/41 · 1941/42 · 1942/43 · 1943/44 · 1944/45 · 1945/46 · 1946/47 · 1947/48 · 1948/49 · 1949/50 · 1950/51 · 1951/52 · 1952/53 · 1953/54 · 1954/55 · 1955/56 · 1956/57 · 1957/58 · 1958/59 · 1959/60 · 1960/61 · 1961/62 · 1962/63 · 1963/64 · 1964/65 · 1965/66 · 1966/67 · 1967/68 · 1968/69 · 1969/70 · 1970/71 · 1971/72 · 1972/73 · 1973/74 · 1974/75 · 1975/76 · 1976/77 · 1977/78 · 1978/79 · 1979/80 · 1980/81 · 1981/82 · 1982/83 · 1983/84 · 1984/85 · 1985/86 · 1986/87 · 1987/88 · 1988/89 · 1989/90 · 1990/91 · 1991/92 · 1992/93 · 1993/94 · 1994/95 · 1995/96 · 1996/97 · 1997/98 · 1998/99 · 1999/00 · 2000/01 · 2001/02 · 2002/03 · 2003/04 · 2004/05 · 2005/06 · 2006/07 · 2007/08 · 2008/09 · 2009/10 · 2010/11 · 2011/12 · 2012/13 · 2013/14 · 2014/15 · 2015/16 · 2016/17 · 2017/18 · 2018/19 · 2019/20 · 2020/21 · 
2021/22 · 2022/23 · 2023/24 · 2024/25 ·